# نیکولا مارینوویچ
نیکولا مارینوویچ (انگلیسی: Nikola Marinovic؛ زادهٔ ۲۹ اوت ۱۹۷۶) بازیکن هندبال اهل اتریش است.